# کوه مایکل
کوه مایکل (به انگلیسی: Michael Peak) یک کوه در کانادا است که در بریتیش کلمبیا واقع شده‌است. کوه مایکل ۲٬۷۰۱ متر بالاتر از سطح دریا واقع شده‌است.